# والتر إف. مارتنز
والتر إف. مارتنز (بالإنجليزية: Walter F. Martens) هو مهندس معماري أمريكي، ولد في 15 مارس 1890، وتوفي في 8 يوليو 1969.